# Collin Bernsen
Collin Bernsen Cooper (Los Ángeles, 30 de marzo de 1958) es un actor estadounidense más conocido por ser hijo de la actriz Jeanne Cooper y del productor Harry Bernsen.

## Carrera y Biografía
Nació en Los Ángeles, California el 30 de marzo de 1958 sus padres son Jeanne Cooper y Harry Bernsen. Es hermano de los actores Corbin Bernsen y Caren Bernsen. También es cuñado de Amanda Pays y ex-cuñado de Brenda Cooper. En su carrera ha sido más reconocido por participar en las obras: General Hospital, Muñecos asesinos y Hollywood Dot Com. 

## Filmografía
- Creep Van (2012)
- Hollywood Dot Com (2007) - Cameron McKellin
- Gentle Ben 2: Danger on the Mountain (2003) - Collin
- Acapulco H.E.A.T. (1999) - Harrison Cartwight
- Carnal Fate (1998) - Detective Gabe Markinson
- Intimate Nights (1998) - Bobby Belfast
- Naturally Native (1998) - Craig
- Midnight Blue (1997) - Caw Driver
- Marea alta (1996)
- Salto al infinito (1996) - Lance
- The Glass Cage (1996)
- Someone to Die For (1995) - Bob
- Cover Me (1995)
- Till the End of the Night (1995)
- Tierra salvaje (1994)
- Future Shock (1994)
- Banco de bebes (1992)
- El dibujante del crimen (1992) - Phillipe
- Double troube (1992) - Whitney Regan
- Hangfire (1991) - RTO
- Muñecos asesinos (1991) - Michael Kenney
- Chicas con clase (1990) - Donald Banks
- Un destino de ida y vuelta (1990) - Tom Robertson
- Dangerous Love (1988) - Brook
- The Young and the Restless (1986) - Sam Morrison
- General Hospital (1963) - Dennis Morgan